# Mahabat Sadyrbek
Mahabat Sadyrbek ist eine kirgisisch-deutsche Sprachwissenschaftlerin, Juristin, Autorin und Übersetzerin. Sie ist bekannt für ihre Arbeit zur Förderung der kirgisischen Sprache und Kultur sowie ihre Beiträge in den Bereichen Rechtsanthropologie, Gender Studies, und Migrationsforschung. Sadyrbek engagiert sich zudem als stellvertretende Vorsitzende des Deutsch-Kirgisischen Kulturvereins e. V. und Ehrenvorsitzende des Stiftungsvereins „BIZ e. V.“, der sich für Bildungsprojekte einsetzt.

## Leben

### Ausbildung und akademischer Werdegang
Sadyrbek studierte Fremdsprachenpädagogik und Jura in Kirgistan, bevor sie 1999 als DAAD-Stipendiatin nach Deutschland kam. Zwischen 2002 und 2005 absolvierte sie ein Magisterstudium in Germanistik und Politikwissenschaften an der Leibniz Universität Hannover, ergänzt durch eine Zusatzqualifikation in Deutsch als Fremdsprache. Sie setzte ihr Studium im internationalen Masterprogramm „Europäische Integration/European Studies“ in Hannover und Brüssel fort und promovierte im Fach Rechtsanthropologie an der Humboldt-Universität zu Berlin im Rahmen des Promotionsprogramms der Berlin Graduate School Muslim Cultures and Societies.

### Berufliche Laufbahn
Nach ihrer Promotion arbeitete Sadyrbek als wissenschaftliche Mitarbeiterin am Max-Planck-Institut für ethnologische Forschung in Halle/Saale in der Abteilung „Recht & Ethnologie“ und ist dort weiterhin assoziiertes Mitglied. Seit 2021 ist sie freiberuflich als Wissenschaftlerin, Redakteurin und allgemein beeidigte Übersetzerin tätig, spezialisiert auf die Sprachkombinationen Kirgisisch, Deutsch und Russisch.

### Forschung und wissenschaftliche Schwerpunkte
Sadyrbeks Forschungsinteressen umfassen die Politik der Europäischen Union gegenüber Zentralasien, Rechts- und Sozialanthropologie, Gender Studies, sowie das Gewohnheitsrecht (Adat) und islamisches Recht. Zu ihren Veröffentlichungen zählen Monografien und zahlreiche Artikel, die gesellschaftlich relevante Themen wie Rechtspluralismus, Migration und Diasporaforschung behandeln. Ein Beispiel ist ihr Werk Legal Pluralism in Central Asia: Local Jurisdiction and Customary Practices, das sich mit rechtsethnologischen Fragestellungen in Zentralasien auseinandersetzt.

### Publikationen und Übersetzungsprojekte
Neben wissenschaftlichen Arbeiten hat Sadyrbek auch Lehrmaterialien wie das umfassende Werk Kirgisische Grammatik sowie ein Lehrbuch für Deutsch für kirgisischsprachige Lernende verfasst. Sie hat diverse Spiel- und Dokumentarfilme übersetzt und an literarischen Übersetzungsprojekten mitgewirkt.

### Ehrenamtliches Engagement
Sadyrbek setzt sich aktiv für die Förderung der kirgisischen Sprache und die kirgisische Diaspora in Deutschland ein. Sie ist stellvertretende Vorsitzende des Deutsch-Kirgisischen Kulturvereins e.V., Ehrenvorsitzende des Vereins BIZ e.V., sowie Mitgründerin des Medienportals „Novastan e.V.“ und des Bildungsforums „Chöyrö“. Ihre Arbeit umfasst die Organisation interkultureller Kunstausstellungen und die Entwicklung von Bildungsprojekten für die kirgisische Gemeinschaft.

### Auszeichnungen und Stipendien
Für ihre wissenschaftlichen und sozialen Projekte erhielt Sadyrbek zahlreiche Stipendien und Preise, darunter das DAAD-Stipendium und das Graduiertenstipendium der Gerda-Henkel-Stiftung. Im Jahr 2024 wurde ihr die Ehrung für den Verdienst an der kirgisischen Sprache von der kirgisischen Regierung zuteil.

## Werke (Auswahl)
- Die Zentralasienstrategie der EU: neues ‚Great Game‘ oder neue Chance für die Region? (=Schriften zur Europapolitik 10. ISSN 1612-9296) Verlag Dr. Kovač, Hamburg 2009.
- Legal Pluralism in Central Asia: Local Jurisdiction and Customary Practices. Central Asian Studies. Routledge, New York 2018. Auch: Dissertation, Humboldt-Universität Berlin, 2016. ISBN 978-1-138-55176-3
- Kirgisische Grammatik. Dr. Ludwig Reichert Verlag, Wiesbaden 2023. ISBN 978-3-7520-0682-7
- mit Darja A. Nesterowa, Louise Amelie (Fotografin): Missing member : Kyrgyzstan - a country on the move. Bildband. Hatje-Cantz-Verlag, Berlin 2023, ISBN 978-3-7757-5557-3 (englisch, kirgisisch).